# Mari0
ماريو (وتكتب Mari0) هي لعبة فيديو ثنائية الأبعاد من نوع ألغاز وقفز على المنصات، مستوحات أساسا من سلسلة ألعاب ماريو، بالإضافة إلى بورتال.
اللعبة مطورت من طرف Stabyourself.net وهي متعددة المنصات ومفتوحة المصدر.